# Голмс-Біч (Флорида)
Голмс-Біч (англ. Holmes Beach) — місто (англ. city) в США, в окрузі Манаті штату Флорида. Населення — 3010 осіб (2020).

## Географія
Голмс-Біч розташований за координатами 27°30′38″ пн. ш. 82°42′56″ зх. д. / 27.51056° пн. ш. 82.71556° зх. д. (27.510568, -82.715538).  За даними Бюро перепису населення США в 2010 році місто мало площу 4,95 км², з яких 4,34 км² — суходіл та 0,61 км² — водойми.

## Демографія
Згідно з переписом 2010 року, у місті мешкало 3836 осіб у 2023 домогосподарствах у складі 1152 родин. Густота населення становила 775 осіб/км².  Було 4173 помешкання (844/км²).
Расовий склад населення:
| - 97,6 % — білих - 0,7 % — азіатів - 0,4 % — корінних американців - 0,1 % — чорних або афроамериканців |

До двох чи більше рас належало 0,7 %. Частка іспаномовних становила 2,7 % від усіх жителів.
За віковим діапазоном населення розподілялося таким чином: 9,0 % — особи молодші 18 років, 52,4 % — особи у віці 18—64 років, 38,6 % — особи у віці 65 років та старші. Медіана віку мешканця становила 60,6 року. На 100 осіб жіночої статі у місті припадало 92,9 чоловіків;  на 100 жінок у віці від 18 років та старших — 90,8 чоловіків також старших 18 років.
Середній дохід на одне домашнє господарство  становив 90 900 доларів США (медіана — 54 543), а середній дохід на одну сім'ю — 123 182 долари (медіана — 78 929). За межею бідності перебувало 16,2 % осіб, у тому числі 41,4 % дітей у віці до 18 років та 11,6 % осіб у віці 65 років та старших.
Цивільне працевлаштоване населення становило 1418 осіб. Основні галузі зайнятості: мистецтво, розваги та відпочинок — 30,5 %, освіта, охорона здоров'я та соціальна допомога — 17,4 %, роздрібна торгівля — 11,9 %, науковці, спеціалісти, менеджери — 6,8 %.